# Louis Scott
Louis Scott (tên tiếng Thái: หลุยส์ สก๊อต, sinh ngày 04 tháng 03 năm 1982) là ca sĩ, diễn viên, người mẫu Thái Lan. Hiện anh là diễn viên độc quyền của đài Channel 3 (CH3) Thái Lan.

## Tiểu sử
Louis Scott là một người đặc biệt khi được sinh ra tại Kenya - Châu Phi nhưng lại mang dòng máu với hai quốc tịch Thái Lan và Scotland, cũng chính vì vậy mà anh sở hữu được một nét mặt đậm chất Á – Âu với làn da trắng, sống mũi cao nhưng vẫn giữ được khuôn mặt tròn, bầu bĩnh dễ thương.
Nếu hỏi Scott về sự nghiệp khi anh còn ngồi học tại trường Pattana Bankok, thì "kỹ sư điện" sẽ là câu trả lời của anh. Song khi ra trường, Scott nhận ra ước mơ thực sự và muốn trở thành một tay trống cho một ban nhạc. Cũng chính bởi niềm đam mê âm nhạc đó đã đưa anh đến với Joni Anwar – người bạn cũ của anh trong trường, và đôi bạn đã ra mắt được năm album âm nhạc với một số bài hát hit. Tuy nhiên, do mâu thuẫn với nhà sản xuất mà nhóm nhạc hiện giờ đã tan rã.
Dù nhóm nhạc đã không còn, nhưng sự nghiệp của anh vẫn tiếp tục với nghề ca sĩ, người mẫu, diễn viên và hiện tại đã trở nên nổi tiếng tại xứ sở Chùa Vàng. Đặc biệt trong sự nghiệp diễn xuất, anh đã tham gia hơn 20 bộ phim, trong đó có thể kể đến bộ phim Kleun Cheewit, Ngược dòng thời gian để yêu anh,Sam Bai Mai Thao, Sawan Biang... Mặc dù đam mê và khởi nghiệp không liên quan đến diễn xuất, nhưng Louis đã khẳng định được tài năng của mình khi nhận được những giải thưởng điện ảnh như Nam diễn viên phụ xuất sắc tại lễ trao giải "TV Gold Award" và Nam diễn viên phụ xuất sắc tại "Golden Television Award lần thứ 26".

## Đời tư
Louis còn có mối tình đẹp, kéo dài đã tận 10 năm đáng ngưỡng mộ với nữ diễn viên Noon Ramida. Ngày 20/03/2020, cả hai đã âm thầm tổ chức tiệc cưới nhỏ.

## Sự nghiệp âm nhạc

### Album
- Louis Scott (1999)
- Louis Hacker (2001)

### Raptor Albums
- Raptor (1994) (with Joni Anwar)
- Waab Boys (1996) (with Joni Anwar)
- Day Shock (1996) (with Joni Anwar)
- Raptor Goodbye (May 1998) (with Joni Anwar)
- Raptor The Memory (1998) (with Joni Anwar)

### Compilations
- Superteens (Special Album)
- The Next (1997)
- The Celebration (2001) (Special Album)
- Zodiac (2001) (Special Album)

## Các bộ phim đã từng tham gia

### Phim truyền hình
| Năm  | Phim                                  | Tên tiếng Việt                  | Vai                                                        | Đóng với                              | Đài |
| ---- | ------------------------------------- | ------------------------------- | ---------------------------------------------------------- | ------------------------------------- | --- |
| 1999 | รักใสใส หัวใจเดียวกัน                     |                                 | สุดที่รัก (สุด)                                                 | Alicha Laisuthruklai                  | CH3 |
| 2002 | Neung Fah Lung Ka Diew                |                                 | William                                                    | Manatsanun Panlertwongskul            | CH3 |
| 2003 | 18/80 Peurn See Mai Mee Sua           |                                 | Oat                                                        |                                       | CH3 |
| 2005 | Plerng Payu                           |                                 | Sahat                                                      |                                       | CH7 |
| 2005 | เหนือทรายใต้ฟ้า                          |                                 | ชานุ                                                        |                                       | CH7 |
| 2006 | Duang Jai Patiharn                    |                                 | Methin                                                     | Supatchaya Reunrerng                  | CH7 |
| 2006 | Khon Talay                            |                                 | มหาสมุทร (ซี)                                                | Aratchamon Rattanawaraha              | ITV |
| 2006 | Krang Neung Muer Rao Ruk Gun          |                                 | Nepali                                                     | Sakolrat Wornurai                     | CH3 |
| 2006 | รวมพลคนแจ๋ว                            |                                 | เจ๋ง                                                        |                                       | CH3 |
| 2008 | Sawan Biang                           | Thiên đường tội lỗi             | Tom / Pawan                                                | Janesuda Parnto                       | CH3 |
| 2009 | Mae Ka Khanom Wan                     |                                 | Taratit / Mark                                             | Chidchun Rujipun                      | CH3 |
| 2009 | Plerng SeeRoong                       | Lửa cầu vồng                    | Mai                                                        | Benjawan Artner                       | CH3 |
| 2010 | Wan Jai Gub Nai Jom Ying              | Đôi lứa xứng đôi                | Chatsawin                                                  | Rasri Balenciaga                      | CH3 |
| 2010 | 365 Wun Haeng Rak                     | 365 ngày yêu                    | Nawat (Wat)                                                | Mira Komolwanich                      | CH3 |
| 2011 | Ruen Hor Ror Hien                     | Ngôi nhà ma cà rồng             | Tawanchai                                                  | Susira Angelina Nanna                 | CH3 |
| 2011 | Dok Som See Thong                     | Thủ đoạn tình trường            | C.K. (Keattikorn Jenpanichsakul)                           | Araya A. Hargate                      | CH3 |
| 2012 | The Sixth Sense                       | Giác quan thứ 6                 | Farang / Tinh                                              | Jittapa Jampatom                      | CH3 |
| 2012 | Tarnchai Nai Sai Mok                  |                                 | Prince Sow                                                 | Worakarn Rojjanawat                   | CH3 |
| 2013 | The Sixth Sense 2                     | Giác quan thứ 6 (phần 2)        | Farang / Tinh                                              | Jittapa Jampatom                      | CH3 |
| 2014 | Por Kai Jaae                          | Kẻ đa tình                      | Atit                                                       | Jittapa Jampatom                      | CH3 |
| 2014 | Sam Bai Mai Thao                      | Hạnh phúc người cha             | West                                                       | Amena Gul                             | CH3 |
| 2016 | Bussaba Rae Fun                       | Giấc mơ Bussaba                 | แทน                                                        | (khách mời)                           | CH3 |
| 2017 | Por Krua Hua Pa                       | Đầu bếp sành ăn                 | Kamolchanok                                                | Ranida Techasit                       | CH3 |
| 2017 | Kleun Cheewit                         | Sóng gió cuộc đời               | Chaiyan                                                    | Jarinporn Joonkiat                    | CH3 |
| 2017 | The Cupids Series: Kamathep Prab Marn | Chị đại sa lưới chàng hắc ám    | Kong                                                       |                                       | CH3 |
| 2017 | Plerng Boon                           | Ngọn lửa đức hạnh               | Terdpan                                                    | Wansiri Ongumpai                      | CH3 |
| 2018 | Bpoop Phaeh Saniwaat                  | Ngược dòng thời gian để yêu anh | Okluang Surasakorn/Constantine Falcon/Chao Phraya Wichayen | Susira Angelina Nanna                 | CH3 |
| 2018 | Matupoom Haeng Huajai                 | Quê hương trong tim             | Akhin Nopprasit - Series My Hero (Người hùng của em)       |                                       | CH3 |
| 2018 | Montra Lai Hong                       | Dấu chân thiên nga              | Akhin Nopprasit - Series My Hero (Người hùng của em)       |                                       | CH3 |
| 2018 | Lom Phrai Pook Ruk                    | Gió rừng siết chặt yêu thương   | Akhin Nopprasit - Series My Hero (Người hùng của em)       |                                       | CH3 |
| 2018 | Sen Son Kol Ruk                       | Đường kẻ rẽ tình                | Akhin Nopprasit - Series My Hero (Người hùng của em)       |                                       | CH3 |
| 2018 | Tai Peek Puksa                        | Dưới khoảng trời kia            | Akhin Nopprasit - Series My Hero (Người hùng của em)       | Matira Tantiprasut                    | CH3 |
| 2018 | Duai Raeng Atitharn                   | Sức mạnh nguyện ước             | Seehanat / Nai "Singh"                                     |                                       | CH3 |
| 2020 | Roy Leh Manya                         | Chiêu trò lừa gạt               | Pamorn Phromphiriya / "Mack"                               | Ranee Campen & Nichari Chokprajakchat | CH3 |
| 2021 | Piphob Himmaparn                      | Vùng đất huyền bí               | Kritsada "Krit" / Hiran                                    | Matira Tantiprasut                    | CH3 |
| 2022 | Rakkaew                               |                                 |                                                            | Cris Horwang                          | CH3 |
| 2023 | Matalada                              | Cô nàng Matalada                | Chính mình ( Khách mời tập 7 )                             | Toey Jarinporn Joonkiat               |     |

### Phim điện ảnh
| Năm  | Phim                    | Vai                       | Đóng với                                               |
| ---- | ----------------------- | ------------------------- | ------------------------------------------------------ |
| 1992 |                         |                           |                                                        |
| 1995 | Romantic Blue           |                           |                                                        |
| 1998 | Wai Ra Rerng            |                           |                                                        |
| 2003 | Haunted House           |                           |                                                        |
| 2005 | Dek-Dane                | King                      | Chaleumpol Tikumpornteerawong & Nunthasai Pisalayabuth |
| 2010 | Tukky, jaoying khaai go | Princess's Chef Bodyguard | Sudarat Phonamkham                                     |
| 2010 | Sawasdee Bangkok        |                           | Ananda Everingham                                      |
| 2012 | Rak Leaw Feaw           |                           |                                                        |
| 2018 | Gravity of Love         | Tae                       | Jarinporn Joonkiat, Pakorn Chatborirak                 |